# Chroniochilus
Chroniochilus – rodzaj roślin z rodziny storczykowatych (Orchidaceae). Rośliny epifityczne rosnące  lasach na wysokościach do 1000 m n.p.m. Występują na Borneo, w południowo-centralnych Chinach, na Jawie, Sumatrze, w Tajlandii oraz w Malezji Zachodniej.

## Systematyka
Rodzaj sklasyfikowany do podplemienia Aeridinae w plemieniu Vandeae, podrodzina epidendronowe (Epidendroideae), rodzina storczykowate (Orchidaceae), rząd szparagowce (Asparagales) w obrębie roślin jednoliściennych.
Wykaz gatunków
- Chroniochilus ecalcaratus (Holttum) Garay
- Chroniochilus minimus (Blume) J.J.Sm.
- Chroniochilus sinicus L.J.Chen & Z.J.Liu
- Chroniochilus thrixspermoides (Schltr.) Garay
- Chroniochilus virescens (Ridl.) Holttum